# L'Or des fous
L'Or des fous est un album-CD musical de compilation de Bernard Lavilliers couplé avec un album éponyme de bandes dessinées sorti en 2000. Le CD et la BD sont commercialisés ensemble sous la forme d'un coffret.

## Historique
Le CD (Universal) sort en 2000, il s'agit d'un best of. Il est accompagné d'un album BD illustrant chacune des chansons, réalisé par quatorze dessinateurs différents : Alberto Varanda, Ciro Tota, Michel Plessix, Denis Bajram, Thierry Labrosse, Jean-Louis Mourier, Stéphane Servain, Mohamed Aouamri, Emmanuel Lepage, Moebius, Laurent Vicomte, Cromwell, Dany et Cartier. Les scénarios sont de Bernard Lavilliers, Christophe Arleston et Ange (le pseudonyme du couple de scénaristes Anne Guéro et Gérard Guéro).
En décembre 2000, le dessinateur Jean-Louis Mourier dédie la couverture du magazine BD BoDoï numéroté n°36 à L'Or des fous. Le magazine publie également un article intitulé Lavilliers lève l’encre (Nicolas Pothier, Lavilliers) consacré à l'artiste et à la parution de l'album ainsi que deux récits complets scénarisés par le chanteur.

## Publication du coffret
- L'Or des fous, 2000, bande dessinée (Soleil Productions), accompagne et illustre le CD éponyme (Universal)  (ISBN 2-84565-100-7).

## Liste des titres
L'album comprend les titres suivants :
1. Les Barbares
2. Night Bird
3. Troisièmes Couteaux
4. Changement de main
5. ... Sertaô
6. Gentilshommes de Fortune
7. Minha Selva
8. Fortaleza
9. Kingston
10. Borinqueno
11. La Salsa
12. C.L.N. (inédit)
13. On the Road Again